# Godfrey Hounsfield
Godfrey Newbold Hounsfield est un ingénieur britannique né le 28 août 1919 à Nottinghamshire et mort le 12 août 2004 à Kingston upon Thames. Il est connu pour avoir conçu le premier scanner médical, ou scanographe selon la terminologie officielle, en 1972, alors qu'il est ingénieur de la société britannique EMI (Electronical Musical Instrumental).

## Invention duscanner
Lors d'une sortie à la campagne, Hounsfield a l'idée qu'on peut déterminer le contenu d'une boite à partir de clichés radiographiques pris selon différents angles autour de la boite. Il entame alors la construction d'un ordinateur qui prend des clichés radiographiques d'un même objet selon différents angles du vue pour reconstruire une image de l'objet en tranches. L'application de cette idée au domaine médical le conduit à proposer ce que l'on appelle aujourd'hui la « tomodensitométrie » (en anglais CT-scan), appelée plus simplement scanner. À ce moment, Hounsfield ignore que Allan McLeod Cormack a établi la théorie mathématique décrivant un tel appareil. Cormack et Hounsfield reçoivent chacun la moitié du prix Nobel de physiologie ou médecine en 1979 « pour le développement de la tomographie assistée par ordinateur ».
Son nom a été donné à l'unité Hounsfield, mesure quantitative de la radiodensité utilisée dans l'évaluation des scanners. Son symbole est HU et va de −1 000 HU pour l'air, à +1 000 HU pour l'os, en passant par 0 HU pour l'eau.

## Prix
- 1975 : Prix Albert-Lasker pour la recherche médicale clinique
- 1976 : Prix Gairdner
- 1979 : Prix Nobel de physiologie ou médecine

## Distinctions et honneurs
- Commandeur de l'Ordre de l'Empire britannique (CBE - 1976)[2]
- Chevalier (Kt - 1981)[3]
- Membre de la Royal Society (FRS -1975)[4]